# La Chapelle-des-Pots
 La Chapelle-des-Pots  es una población y comuna francesa, situada en la región de Poitou-Charentes, departamento de Charente Marítimo, en el distrito de Saintes y cantón de Saintes-Est.

## Demografía
| 510 | 550 | 694 | 823 | 890 | 875 |
| Para los censos de 1962 a 1999 la población legal corresponde a la población sin duplicidades (Fuente: INSEE [Consultar]) |     |     |     |     |     |